# Cristiano Günther III di Schwarzburg-Sondershausen
Cristiano Günther di Schwarzburg-Sondershausen (Ebeleben, 24 giugno 1736 – Sondershausen, 14 ottobre 1794) fu principe di Schwarzburg-Sondershausen, conte di Hohnstein, signore di Sondershausen, Arnstadt e Leutenberg.

## Biografia
Cristiano Günther era il figlio primogenito del principe ereditario Augusto di Schwarzburg-Sondershausen e di sua moglie, Carlotta Sofia di Anhalt-Bernburg.
Essendo il padre premorto a suo fratello maggiore, il principe Enrico, alla morte di questi, nel 1758, senza figli, Cristiano Günther succedette allo zio come principe di Schwarzburg-Sondershausen.
Morì nel 1794, lasciando la propria eredità al figlio maggiore, Günther Federico Carlo.

### Matrimonio e figli
Il 4 febbraio 1760 a Bernburg, sposò Carlotta Guglielmina (1737-1777), figlia del principe Vittorio Federico di Anhalt-Bernburg, dalla quale ebbe i seguenti eredi:
- Günther Federico Carlo (1760-1837), sposò Carolina di Schwarzburg-Rudolstadt
- Federica (1762-1801), sposò Federico di Schwarzburg-Sondershausen
- Alberto (1767-1833)
- Augusta (1768-1849), sposò Giorgio I di Waldeck e Pyrmont
- Carolina (1769-1819), religiosa ad Hereford
- Albertina Guglielmina (1771-1829), sposò il duca Ferdinando Federico Augusto di Württemberg
- Carlo (1772-1842), sposò Guntherina di Schwarzburg-Sondershausen

## Ascendenza
|                                                       |                                        |                                                                     | Genitori                                                        |  |  | Nonni |  |  | Bisnonni                                          |  |  | Trisnonni                                            |  |
|                                                       |                                        |                                                                     |                                                                 |  |  |       |  |  | 8. Antonio Günther I di Schwarzburg-Sondershausen |  |  | 16. Cristiano Günther I di Schwarzburg-Sondershausen |  |
|                                                       |                                        |                                                                     |                                                                 |  |  |       |  |  | 8. Antonio Günther I di Schwarzburg-Sondershausen |  |  | 16. Cristiano Günther I di Schwarzburg-Sondershausen |  |
|                                                       |                                        | 17. Anna Sibilla di Schwarzburg-Rudolstadt                          |                                                                 |  |  |       |  |  | 8. Antonio Günther I di Schwarzburg-Sondershausen |  |  |                                                      |  |
| 4. Cristiano Guglielmo di Schwarzburg-Sondershausen   |                                        |                                                                     |                                                                 |  |  |       |  |  | 8. Antonio Günther I di Schwarzburg-Sondershausen |  |  |                                                      |  |
|                                                       |                                        | 9. Maria Maddalena del Palatinato-Zweibrücken-Birkenfeld            | 18. Giorgio Guglielmo del Palatinato-Zweibrücken-Birkenfeld     |  |  |       |  |  |                                                   |  |  |                                                      |  |
|                                                       |                                        | 9. Maria Maddalena del Palatinato-Zweibrücken-Birkenfeld            | 18. Giorgio Guglielmo del Palatinato-Zweibrücken-Birkenfeld     |  |  |       |  |  |                                                   |  |  |                                                      |  |
|                                                       |                                        | 9. Maria Maddalena del Palatinato-Zweibrücken-Birkenfeld            | 19. Dorotea di Solms-Sonnenwalde                                |  |  |       |  |  |                                                   |  |  |                                                      |  |
| 2. Augusto di Schwarzburg-Sondershausen               |                                        | 9. Maria Maddalena del Palatinato-Zweibrücken-Birkenfeld            |                                                                 |  |  |       |  |  |                                                   |  |  |                                                      |  |
|                                                       |                                        | 10. Giovanni Ernesto II di Sassonia-Weimar                          | 20. Guglielmo di Sassonia-Weimar                                |  |  |       |  |  |                                                   |  |  |                                                      |  |
|                                                       |                                        | 10. Giovanni Ernesto II di Sassonia-Weimar                          | 20. Guglielmo di Sassonia-Weimar                                |  |  |       |  |  |                                                   |  |  |                                                      |  |
|                                                       |                                        | 10. Giovanni Ernesto II di Sassonia-Weimar                          | 21. Eleonora Dorotea di Anhalt-Dessau                           |  |  |       |  |  |                                                   |  |  |                                                      |  |
| 5. Guglielmina Cristiana di Sassonia-Weimar           |                                        | 10. Giovanni Ernesto II di Sassonia-Weimar                          |                                                                 |  |  |       |  |  |                                                   |  |  |                                                      |  |
|                                                       |                                        | 11. Cristina Elisabetta di Schleswig-Holstein-Sonderburg-Franzhagen | 22. Giovanni Cristiano di Schleswig-Holstein-Sonderburg         |  |  |       |  |  |                                                   |  |  |                                                      |  |
|                                                       |                                        | 11. Cristina Elisabetta di Schleswig-Holstein-Sonderburg-Franzhagen | 22. Giovanni Cristiano di Schleswig-Holstein-Sonderburg         |  |  |       |  |  |                                                   |  |  |                                                      |  |
|                                                       |                                        | 11. Cristina Elisabetta di Schleswig-Holstein-Sonderburg-Franzhagen | 23. Anna di Oldenburg-Delmenhorst                               |  |  |       |  |  |                                                   |  |  |                                                      |  |
| 1. Cristiano Günther III di Schwarzburg-Sondershausen |                                        | 11. Cristina Elisabetta di Schleswig-Holstein-Sonderburg-Franzhagen |                                                                 |  |  |       |  |  |                                                   |  |  |                                                      |  |
|                                                       | 12. Vittorio Amedeo di Anhalt-Bernburg | 24. Cristiano II di Anhalt-Bernburg                                 |                                                                 |  |  |       |  |  |                                                   |  |  |                                                      |  |
|                                                       | 12. Vittorio Amedeo di Anhalt-Bernburg | 24. Cristiano II di Anhalt-Bernburg                                 |                                                                 |  |  |       |  |  |                                                   |  |  |                                                      |  |
|                                                       | 12. Vittorio Amedeo di Anhalt-Bernburg | 25. Eleonora Sofia di Schleswig-Holstein-Sonderburg-Plön            |                                                                 |  |  |       |  |  |                                                   |  |  |                                                      |  |
| 6. Carlo Federico di Anhalt-Bernburg                  | 12. Vittorio Amedeo di Anhalt-Bernburg |                                                                     |                                                                 |  |  |       |  |  |                                                   |  |  |                                                      |  |
|                                                       |                                        | 13. Elisabetta del Palatinato-Zweibrücken-Veldenz                   | 26. Federico del Palatinato-Zweibrücken-Veldenz                 |  |  |       |  |  |                                                   |  |  |                                                      |  |
|                                                       |                                        | 13. Elisabetta del Palatinato-Zweibrücken-Veldenz                   | 26. Federico del Palatinato-Zweibrücken-Veldenz                 |  |  |       |  |  |                                                   |  |  |                                                      |  |
|                                                       |                                        | 13. Elisabetta del Palatinato-Zweibrücken-Veldenz                   | 27. Anna Giuliana di Nassau-Saarbrücken                         |  |  |       |  |  |                                                   |  |  |                                                      |  |
| 3. Carlotta Sofia di Anhalt-Bernburg                  |                                        | 13. Elisabetta del Palatinato-Zweibrücken-Veldenz                   |                                                                 |  |  |       |  |  |                                                   |  |  |                                                      |  |
|                                                       |                                        | 14. Giorgio Federico di Solms-Sonnenwalde                           | 28. Enrico Guglielmo di Solms-Sonnenwalde                       |  |  |       |  |  |                                                   |  |  |                                                      |  |
|                                                       |                                        | 14. Giorgio Federico di Solms-Sonnenwalde                           | 28. Enrico Guglielmo di Solms-Sonnenwalde                       |  |  |       |  |  |                                                   |  |  |                                                      |  |
|                                                       |                                        | 14. Giorgio Federico di Solms-Sonnenwalde                           | 29. Maria Maddalena di Oettingen-Oettingen                      |  |  |       |  |  |                                                   |  |  |                                                      |  |
| 7. Sofia Albertina di Solms-Sonnenwalde               |                                        | 14. Giorgio Federico di Solms-Sonnenwalde                           |                                                                 |  |  |       |  |  |                                                   |  |  |                                                      |  |
|                                                       |                                        | 15. Anna Sofia di Anhalt-Bernburg                                   | 30. Cristiano II di Anhalt-Bernburg (= 24)                      |  |  |       |  |  |                                                   |  |  |                                                      |  |
|                                                       |                                        | 15. Anna Sofia di Anhalt-Bernburg                                   | 30. Cristiano II di Anhalt-Bernburg (= 24)                      |  |  |       |  |  |                                                   |  |  |                                                      |  |
|                                                       |                                        | 15. Anna Sofia di Anhalt-Bernburg                                   | 31. Eleonora Sofia di Schleswig-Holstein-Sonderburg-Plön (= 25) |  |  |       |  |  |                                                   |  |  |                                                      |  |
|                                                       |                                        | 15. Anna Sofia di Anhalt-Bernburg                                   |                                                                 |  |  |       |  |  |                                                   |  |  |                                                      |  |